# Nejlepší střelec Liiga
Trofej Aarne Honkavaarana (finsky Aarne Honkavaara -palkinto) je ocenění ve finské hokejové lize SM-liiga. Cena je udělována hráči, který v základní části vstřelil nejvíce branek.

## Vítězové
| Sezóna                      | Počet branek | Hráč                                           | Tým                                       |
| --------------------------- | ------------ | ---------------------------------------------- | ----------------------------------------- |
| 1977/1978                   | 31           | Markku Kiimalainen                             | Oulun Kärpät                              |
| 1978/1979                   | 36           | Kari Makkonen                                  | Porin Ässät                               |
| 1979/1980                   | 37           | Matti Hagman                                   | HIFK Hockey                               |
| 1980/1981                   | 37           | Arto Javanainen                                | Porin Ässät                               |
| 1981/1982                   | 33           | Reijo Leppänen                                 | TPS Turku                                 |
| 1982/1983                   | 45           | Raimo Summanen                                 | Ilves-Hockey                              |
| 1983/1984                   | 37           | Arto Javanainen                                | Porin Ässät                               |
| 1984/1985                   | 34           | Mikko Mäkelä                                   | Ilves-Hockey                              |
| 1985/1986                   | 44           | Arto Javanainen                                | Porin Ässät                               |
| 1986/1987                   | 41           | Risto Kurkinen                                 | JYP Jyväskylä                             |
| 1987/1988                   | 47           | Arto Javanainen                                | TPS Turku                                 |
| 1988/1989                   | 43           | Jukka Vilander                                 | TPS Turku                                 |
| 1989/1990                   | 39           | Raimo Summanen                                 | Ilves Tampere                             |
| 1990/1991                   | 35           | Arto Javanainen                                | Porin Ässät                               |
| 1991/1992                   | 39           | Teemu Selänne                                  | Jokerit Helsinky                          |
| 1992/1993                   | 30           | Tomáš Kapusta                                  | Hämeenlinnan Pallokerho                   |
| 1993/1994                   | 29           | Marko Jantunen                                 | TPS Turku                                 |
| 1994/1995                   | 30           | Kai Nurminen                                   | Hämeenlinnan Pallokerho                   |
| 1995/1996                   | 28           | Juha Riihijärvi                                | Lukko Rauma                               |
| 1996/1997                   | 36           | Petri Varis                                    | Jokerit Helsinky                          |
| 1997/1998                   | 25           | Dale McTavish                                  | SaiPa                                     |
| 1998/1999                   | 38           | Pasi Saarela                                   | Jokerit Helsinky                          |
| 1999/2000                   | 41           | Kai Nurminen                                   | TPS Turku                                 |
| 2000/2001                   | 32           | Jaroslav Bednář                                | HIFK Hockey                               |
| 2001/2002                   | 34           | Vesa Viitakoski                                | Ilves-Hockey                              |
| 2002/2003                   | 28           | Tomáš Kucharčík                                | Hämeenlinnan Pallokerho                   |
| 2003/2004                   | 32           | Timo Pärssinen                                 | HIFK Hockey                               |
| 2004/2005                   | 31           | Pasi Saarela                                   | Lukko Rauma                               |
| 2005/2006                   | 27           | Tony Salmelainen                               | HIFK Hockey                               |
| 2006/2007                   | 32           | Jani Rita                                      | Jokerit Helsinky                          |
| 2007/2008                   | 34           | Janne Pesonen                                  | Oulun Kärpät                              |
| 2008/2009                   | 27           | Jussi Makkonen                                 | Hämeenlinnan Pallokerho                   |
| 2009/2010                   | 28           | Jukka Hentunen Jonas Enlund Juhamatti Aaltonen | Jokerit Helsinky Tappara Tampere Pelicans |
| 2010/2011                   | 37           | Janne Lahti                                    | Jokerit Helsinky                          |
| 2011/2012                   | 35           | Tomáš Záborský                                 | Porin Ässät                               |
| 2012/2013                   | 28           | Juha-Pekka Haataja                             | Oulun Kärpät                              |
| 2013/2014                   | 27           | Olli Palola                                    | Tappara                                   |
| 2014/2015                   | 29           | Olli Palola                                    | Tappara                                   |
| 2015/2016                   | 28           | Chad Rau                                       | SaiPa                                     |
| 2016/2017                   | 30           | Veli-Matti Savinainen                          | Tappara                                   |
| 2017/2018                   | 32           | Charles Bertrand                               | Oulun Kärpät                              |
| 2018/2019                   | 28 28        | Malte Strömwall Ville Leskinen                 | KooKoo Kouvola Oulun Kärpät               |
| 2019/2020                   | 33           | Julius Nättinen                                | JYP Jyväskylä                             |
| 2020/2021                   | 33           | Sebastian Wännström                            | Porin Ässät                               |
| 2021/2022                   | 26           | Anton Levtchi                                  | Tappara                                   |
| 2022/2023                   | 27           | Reid Gardiner                                  | JYP Jyväskylä                             |
| 2023/2024                   | 30           | Teemu Turunen                                  | Oulun Kärpät                              |
| 2024/2025                   | 30           | Iiro Pakarinen Matyáš Kantner                  | HIFK Hockey KalPa                         |
| Zdroj na eliteprospects.com |              |                                                |                                           |